# Схід
Схід (сторона сходу Сонця) — одна з чотирьох головних точок горизонту, що розташована праворуч від спостерігача, що стоїть обличчям на північ.

## Статус
Схід є однією із чотирьох сторін світу.
Українською мовою позначується як Сх, також О (нім. Ost) або Е (англ. East).
Також Сходом або Орієнтом називають країни Азії.

## Схід, як символ
Схід втілює сонце, що сходить, світанок, весну, надію, дитинство, початок життя і юність. На схід обертають свої погляди і молитви під час богослужінь, особливо в культах солярних богів. У Китаї його символізує зелений дракон, в Єгипті — людина, в Мексиці — крокодил, в Тибеті — людина-дракон.
У обрядах, пов'язаних із смертю і воскресіння, схід асоціюється зі сходом сонця, життям, а захід — із заходом і смертю.